# Ruisseau de la Tourette
Le ruisseau de la Tourette est une rivière du sud-ouest de la France, dans le département du Cantal, en région Auvergne-Rhône-Alpes, affluent du ruisseau de l'Épie sous-affluent de la Garonne par la Truyère et le Lot.

## Géographie
De 10,3 km de longueur, le ruisseau de la Tourette prend sa source dans le département de la Cantal, dans la commune de Neuvéglise, et se jette dans le ruisseau de l'Épie en rive gauche sur la commune d'Oradour.

### Départements et communes traversées
- Cantal : Neuvéglise, Oradour.

## Principaux affluents
- Ruisseau de Neuvéglise : 0,9 km